# Epics
株式會社epics是日本的一家影音及遊戲軟體開發公司。由前SCE（索尼電腦娛樂）所屬成員山元哲治擔任董事長。主要業務以各類型包含主機類（家用遊戲機）至社群類的遊戲企劃及製作業務為主，並從事與網路服務相關之企劃、製作、營運等業務。此外，包含既有、新創的數位內容之跨媒體暨跨頻道之推展、乃至於商品銷售之企劃業務，皆為其主要事業。

## 概要
前身為開發了《TM NETWORK LIVE IN POWER BOWL》遊戲的Jen Creative House公司。
1999年6月，成立 株式會社ジーアーティスツ。
2006年6月，經過製作及營運體制的改革與強化後，更名為 株式會社epics。同年8月，為了強化遊戲企劃及製作事業並推展網路服務、電子商務等新事業領域，實施了第三方認購增資，成為 株式会社ウィズ（ WiZ Co.,Ltd.）之子公司。與此同時，由山元哲治就任董事長。公司更名後，除了PlayStation平台以外，也開始著手任天堂DS用軟體及手機遊戲、社群遊戲之開發，於iPhone上市期間，亦與軟體銀行及株式会社ウィズ一同針對iOS系統成立了原生語言(native app)的開發公司。
2008年7月，公司搬遷至東京都中央區日本橋浜町。
2009年2月，將 株式会社ウィズ所持股份全數買回並正式獨立。正式展開遊戲軟體的企劃、製作、營運之事業。同年4月，公司搬遷至東京都新宿區神樂坂。
2011年2月，於日本石川縣金澤市設立金澤辦公室。
2014年9月，公司搬遷至日本橋茅場町現址。

## 開發作品
- PHILOSOMA（PlayStation、發行：索尼電腦娛樂）
- 波波羅古洛伊斯物語系列（發行：索尼電腦娛樂）
  - 波波羅古洛伊斯物語（PlayStation）
  - ポポローグ（PlayStation）
  - 波波羅古洛伊斯物語II（PlayStation）
  - 波波羅古洛伊斯 最初的冒險（PlayStation 2）
  - 波波羅古洛伊斯 月之戒律的冒險（PlayStation 2）
  - 波波羅古洛伊斯物語 皮耶多羅王子的冒險（PlayStation Portable）
- I.Q（PlayStation、發行：索尼電腦娛樂）
- 攻殼機動隊 STAND ALONE COMPLEX -狩人的領域-（PlayStation Portable 、發行：索尼電腦娛樂）
- 捉猴啦（PlayStation Portable 、發行：索尼電腦娛樂）
- 動感小子（PlayStation Portable、發行：索尼電腦娛樂）
- 數碼寶貝冠軍賽（任天堂DS、發行：萬代南夢宮遊戲）
- 無名遊戲（任天堂DS、發行：史克威爾艾尼克斯）
- Project Beauty（任天堂DS、發行：SEGA）
- 手機搜查官7（任天堂DS、發行：5pb.）
- ナナシ ノ ゲエム 目（任天堂DS、發行：史克威爾艾尼克斯）
- 波波羅克洛伊斯牧場物語（任天堂3DS、發行：Marvelous）

## 相關項目
- Sugar & Rockets - 由山元哲治領導的SCE軟體開發第二方開發廠

## 外部連結
- 株式会社epics（页面存档备份，存于）
- http://www.tamotamo.com/　「:「波波羅克洛伊斯物語」原作者「田森庸介」的個人網站（页面存档备份，存于）
- http://www.champions-golf.net/　epics所開發及營運之智慧型手機專用3D高爾夫遊戲的官方網站 （页面存档备份，存于）